# 锡胡埃拉
锡胡埃拉（西班牙語：Cijuela）是西班牙安达卢西亚自治区格拉纳达省的一个市镇。总面积18平方公里，2001年普查人口總數為1687人，人口密度為每平方公里94人。